# ميلو أندروس
ميلو أندروس (بالإنجليزية: Milo Andrus)‏ هو قسيس أمريكي، ولد في 6 مارس 1814 في Wilmington, New York ‏ في الولايات المتحدة، وتوفي في 19 يونيو 1893.